# مادر و پسر (فیلم ۱۹۳۱)
مادر و پسر (انگلیسی: Mother and Son) یک فیلم ناطق پیشا-کد آمریکایی به کارگردانی جان پی. مک‌کارتی و با بازی هنرپیشه کهنه‌کار سینما، کلارا کیمبل یانگ، محصول سال ۱۹۳۱ است. این فیلم توسط استودیوی مونوگرام پیکچرز توزیع شد.